# Abu (zeu)
În mitologia sumeriană, Abu a fost un zeu minor al plantelor. El a fost unul dintre cele opt zeități născute pentru a calma boala lui Enki.